# Lijst van voetbalinterlands Faeröer - Joegoslavië
Deze lijst van voetbalinterlands is een overzicht van alle officiële voetbalwedstrijden tussen de nationale teams van Faeröer en Joegoslavië. De landen speelden in totaal vier keer tegen elkaar. De eerste ontmoeting, een kwalificatiewedstrijd voor het Europees kampioenschap voetbal 1992, werd gespeeld in Belgrado op 16 mei 1991. Het laatste duel, een kwalificatiewedstrijd voor het Wereldkampioenschap voetbal 1998, vond plaats op 6 oktober 1996 in Toftir.

## Wedstrijden
| № | Plaats     | Datum           | Competitie           | Wedstrijd             | Uitslag |
| - | ---------- | --------------- | -------------------- | --------------------- | ------- |
| 1 | Belgrado   | 16 mei 1991     | EK 1992 kwalificatie | Joegoslavië – Faeröer | 7 – 0   |
| 2 | Landskrona | 16 oktober 1991 | EK 1992 kwalificatie | Faeröer – Joegoslavië | 0 – 2   |
| 3 | Belgrado   | 24 april 1996   | WK 1998 kwalificatie | Joegoslavië – Faeröer | 3 – 1   |
| 4 | Toftir     | 6 oktober 1996  | WK 1998 kwalificatie | Faeröer – Joegoslavië | 1 – 8   |

## Samenvatting
| Competitie      | Totaal gespeeld | Winst Faeröer | Gelijk | Winst Joegoslavië | Doelsaldo Faeröer – Joegoslavië |
| --------------- | --------------- | ------------- | ------ | ----------------- | ------------------------------- |
| WK-kwalificatie | 2               | 0             | 0      | 2                 | 2 − 11                          |
| EK-kwalificatie | 2               | 0             | 0      | 2                 | 0 − 9                           |
| Totaal          | 2               | 0             | 0      | 2                 | 2 − 20                          |

Wedstrijden bepaald door strafschoppen worden, in lijn met de FIFA, als een gelijkspel gerekend.

## Details

### Eerste ontmoeting
| EK 1992 kwalificatie (Belgrado, Joegoslavië, 16 mei 1991): |              | |
| Joegoslavië | 7 – 0        | Faeröer |
| Ilija Najdoski 21' Robert Prosinečki 24' Darko Pančev 50' Zvonimir Boban 68' Darko Pančev 73' Zoran Vulić 74' Davor Šuker 83'                                                       | goals        | |
| Ivica Osim | bondscoach   | Páll Hagbert Guðlaugsson |
| Tomislav Ivković 75' Vujadin Stanojković Robert Jarni 65' Predrag Spasić Zoran Vulić Ilija Najdoski Robert Prosinečki Dejan Savićević Darko Pančev Zvonimir Boban Siniša Mihajlović | opstellingen | Jens Martin Knudsen Allan Mørkøre Tummas Eli Hansen Jóannes Jakobsen Mikkjal Danielsen Jan Dam 57' Magni Jarnskor Ábraham Hansen Torkil Nielsen Kári Reynheim 48' Kurt Mørkøre |
| Davor Šuker 65' Dražen Ladić 75' | wissels      | 48' Jan Müller 57' Jákup Símun Simonsen |
| - Debuut van Siniša Mihajlović (Rode Ster Belgrado) voor Joegoslavië. |              | |

### Tweede ontmoeting
| EK 1992 kwalificatie (Landskrona, Zweden, 16 oktober 1991): |       |                                          |
| Faeröer                                                     | 0 – 2 | Joegoslavië                              |
|                                                             | goals | 18' Vladimir Jugović 80' Dejan Savićević |

### Derde ontmoeting
| WK 1998 kwalificatie (Belgrado, Joegoslavië, 24 april 1996): |       |                   |
| Joegoslavië                                                  | 3 – 1 | Faeröer           |
| Dejan Savićević 18' Dejan Savićević 19' Savo Milošević 38'   | goals | 54' John Petersen |

### Vierde ontmoeting
| WK 1998 kwalificatie (Toftir, Faeröer, 6 oktober 1996): |       | |
| Faeröer                                                 | 1 – 8 | Joegoslavië |
| Jan Müller 28'                                          | goals | 7' Savo Milošević 20' Slaviša Jokanović 30' Predrag Mijatović 36' Savo Milošević 45' Savo Milošević 57' Slaviša Jokanović 68' Vladimir Jugović 90' (pen.) Dragan Stojković |